# Frederick de Vrij
Frederick de Vrij (1579 - 1648) was een zeventiende-eeuwse Amsterdamse regent, die op vele terreinen van het economische, politieke, culturele en kerkelijke leven actief geweest is.
Van beroep was hij koopman en ook geruime tijd zeepzieder. In Amsterdam vervulde hij diverse politieke en maatschappelijke functies: hij was onder meer schepen (1612), burgemeester (1620), weesmeester (1629 - 1646) en commissaris van de Wisselbank (1626-1628). Van 1623 tot 1625 was hij Gecommitteerde Raad. Hij maakte ook verschillende keren deel uit van de Amsterdamse kerkenraad, was afgevaardigde naar de Synode van Dordrecht en had zitting in verschillende commissies die de besluiten van deze Synode moesten uitvoeren.
Frederick de Vrij vertaalde een Engels piëtistisch geschrift van William Perkins in het Nederlands, schreef een boek over de godsdiensttwisten (Historie ofte kort ende waerachtich verhael vanden oorspronck ende voortganck der kerkelycke beroerten in Hollandt, Amsterdam 1621) en was bovendien auteur van diverse stichtelijke werken en van een lijvig dichtwerk, de Anatomia, dat is de ontleedinge van den Geestelijken mensch.
De Vrij kan gerekend worden tot de piëtistische stroming binnen de Nederlandse Kerk, die met de term "Nadere Reformatie" wordt aangeduid. Deze stroming legde de nadruk op persoonlijke geloofsbeleving die zichtbaar gemaakt moest worden in een godzalige levenswandel. Tijdens de godsdiensttwisten stond hij de aan kant van de contra-remonstranten.
- Biografisch Portaal: 09709754
- Digitale Bibliotheek voor de Nederlandse Letteren: vry_001
- Gemeinsame Normdatei: 1055566856
- International Standard Name Identifier: 0000 0000 5026 7572
- Nederlandse Thesaurus van Auteursnamen: 071220771
- LIBRIS: 285110
- Système universitaire de documentation: 22432943X
- Virtual International Authority File: 360812
- WorldCat: E39PBJmhMKb8BMwmCk3m9ktR8C